# Creu de terme (Amer)
La Creu de terme és una obra gòtica d'Amer (Selva) inclosa a l'Inventari del Patrimoni Arquitectònic de Catalunya.

## Descripció
La creu és una reproducció de l'antiga creu de terme del segle xv que a principis del segle XXI és al Museu d'Art de Girona. La creu original fa 73 cm d'alçada per 63 d'amplada i 22 de profunditat màxims.
Pel que fa a la iconografia, apareix una crucifixió a una banda i la Verge amb el nen a l'altra. Les imatges, de gran qualitat i detallisme, estan molt malmeses. Destaquen els trets fisonòmics del Crist crucificat i l'expressió del nen i el treball dels plecs del vestit de la Verge.
Quant a la decoració, als extrems de la creu hi ha motius florals i vegetals d'acurat treball escultòric. Al voltant del cos de crist, perpendiculars als braços de la creu, surten 5 (i originalment 6) petites formes vegetals cruciformes que cal destacar pel seu detallisme.

## Història
El plànol de la vila d'Amer del segle XVII situava la creu en l'encreuament de l'antiga carretera de Girona amb el camí de Sant Climent d'Amer. Bastardes la situa al fossar amb una fotografia de 1919.